# Ari Ólafsson
Ari Ólafsson, [ˈaːrɪ ˈouːlafsɔn] (Reykjavík, 1998. május 21. –) izlandi énekes. Ő képviselte Izlandot a 2018-as Eurovíziós Dalfesztiválon, Lisszabonban, az Our Choice (magyarul: A mi választásunk) című dallal. Az első elődöntőben az utolsó helyet érte el, 15 ponttal.